# Håkan Algotsson
Håkan Algotsson (né le 5 août 1966 à Finja en Suède) est un joueur professionnel suédois de hockey sur glace devenu entraîneur. Il évolue au poste de gardien de but.

## Biographie

### Carrière en club
Il commence sa carrière en senior dans la Division 2 avec le Tyringe SoSS en 1983. Le club accède à la Division 1 en 1986. En 1988, il signe au Frölunda HC. Il découvre l'Elitserien un an plus tard. Il porte les couleurs des Starbulls Rosenheim dans la DEL en 2000. Il met un terme à sa carrière de joueur en 2001 après une dernière saison avec le Frölunda HC.

### Carrière internationale
Il représente la Suède au niveau international. Il est champion du monde en 1992. Il prend part aux Jeux olympiques  de 1994 où la Suède remporte le titre.